# Cubierta vegetal

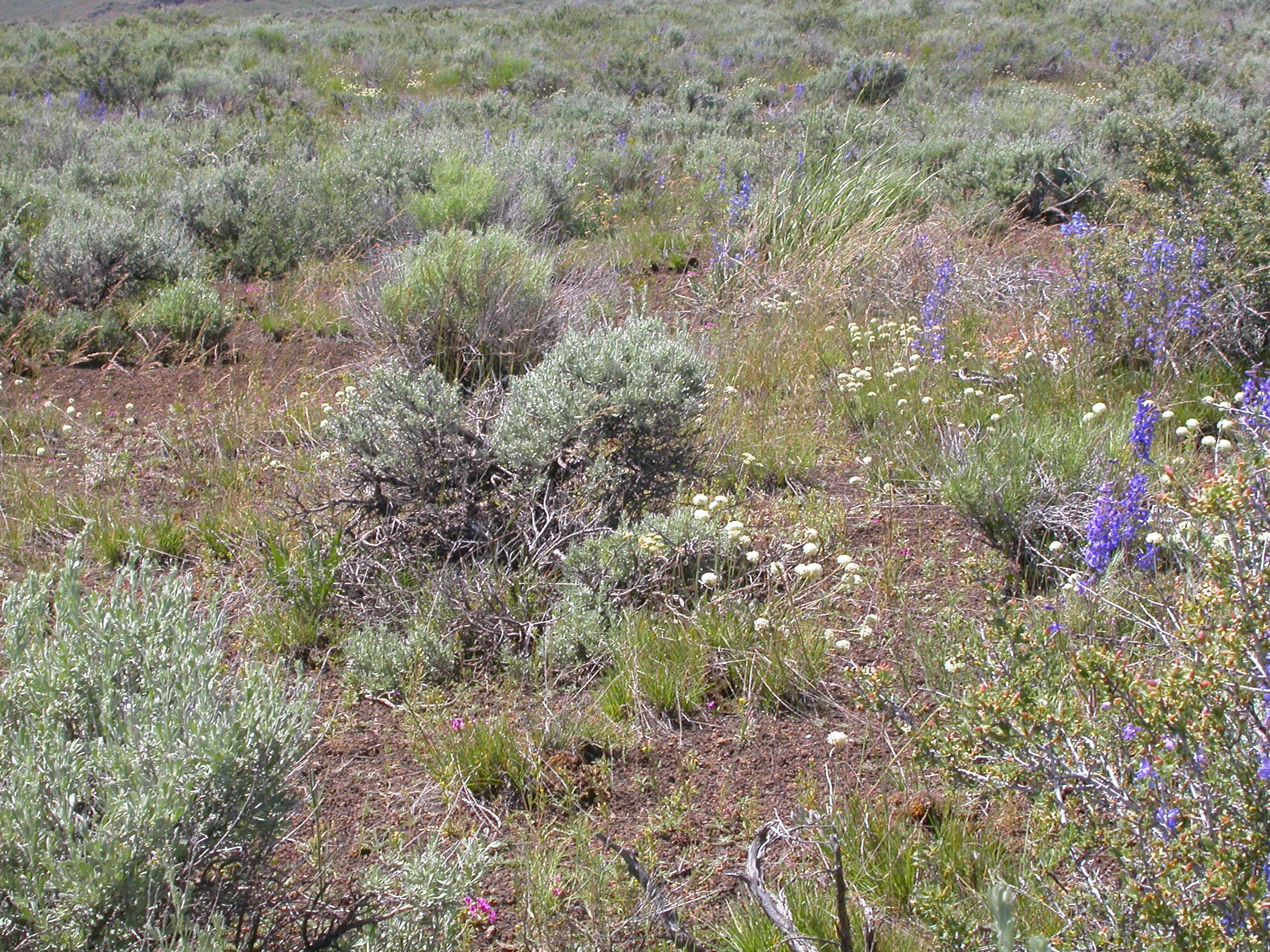
Cobertura vegetal nativa en el Monumento y Reserva Nacional de los Cráteres de la Luna en Idaho, Estados Unidos.

Las abundancias de especies de plantas a menudo se miden por la cubierta vegetal, que es el área relativa cubierta por diferentes especies de plantas en una pequeña parcela. La cubierta vegetal no está sesgada por el tamaño y la distribución de los individuos, y es una característica importante y a menudo medida de la composición de las comunidades vegetales.

## Uso
Los datos de cobertura vegetal pueden usarse para clasificar la comunidad de plantas estudiada en un tipo de vegetación, para probar diferentes hipótesis ecológicas sobre la abundancia de plantas y en estudios de gradiente, donde se estudian los efectos de diferentes gradientes ambientales sobre la abundancia de especies de plantas específicas.

## Medición
La forma más común de medir la cubierta vegetal en las comunidades de plantas a base de plantas es hacer una evaluación visual del área relativa cubierta por las diferentes especies en una parcela pequeña (ver cuadrante). La cobertura visualmente evaluada de una especie de planta se registra como una variable continua entre 0 y 1, o se divide en clases de intervalo como una variable ordinal. También se ha empleado ampliamente una metodología alternativa, llamada método pin-point (o método de intercepción de puntos). 
En un análisis puntual, se coloca un marco con un patrón de cuadrícula fijo al azar sobre la vegetación, y se inserta un pin delgado verticalmente a través de uno de los puntos de cuadrícula en la vegetación. Las diferentes especies tocadas por el pin se registran en cada inserción. La cobertura de especies de plantas k en una parcela, {\displaystyle c_{k}}, ahora se supone que es proporcional al número de "golpes" por el pin, 
{\displaystyle c_{k}={\frac {y_{k}}{n}}} , 
donde  {\displaystyle y_{k}} es el número de pines que golpean las especies k de un total de n pines. Dado que un pin individual en comunidades de plantas de varias especies a menudo golpeará a más de una especie, la suma de la cubierta vegetal de las diferentes especies puede ser mayor que la unidad cuando se estima mediante el método de pin-point. Se espera que la suma de la cubierta vegetal estimada aumente con el número de especies de plantas en una parcela y con el aumento de la estructuración tridimensional de las plantas en la comunidad. Los datos de cobertura vegetal obtenidos por el método de punto de alfiler pueden modelarse mediante una distribución binomial generalizada (o distribución de Pólya-Eggenberger).